# Karlsbrunn
Karlsbrunn est un Ortsteil de la commune allemande de Großrosseln en Sarre.

## Sites et monuments

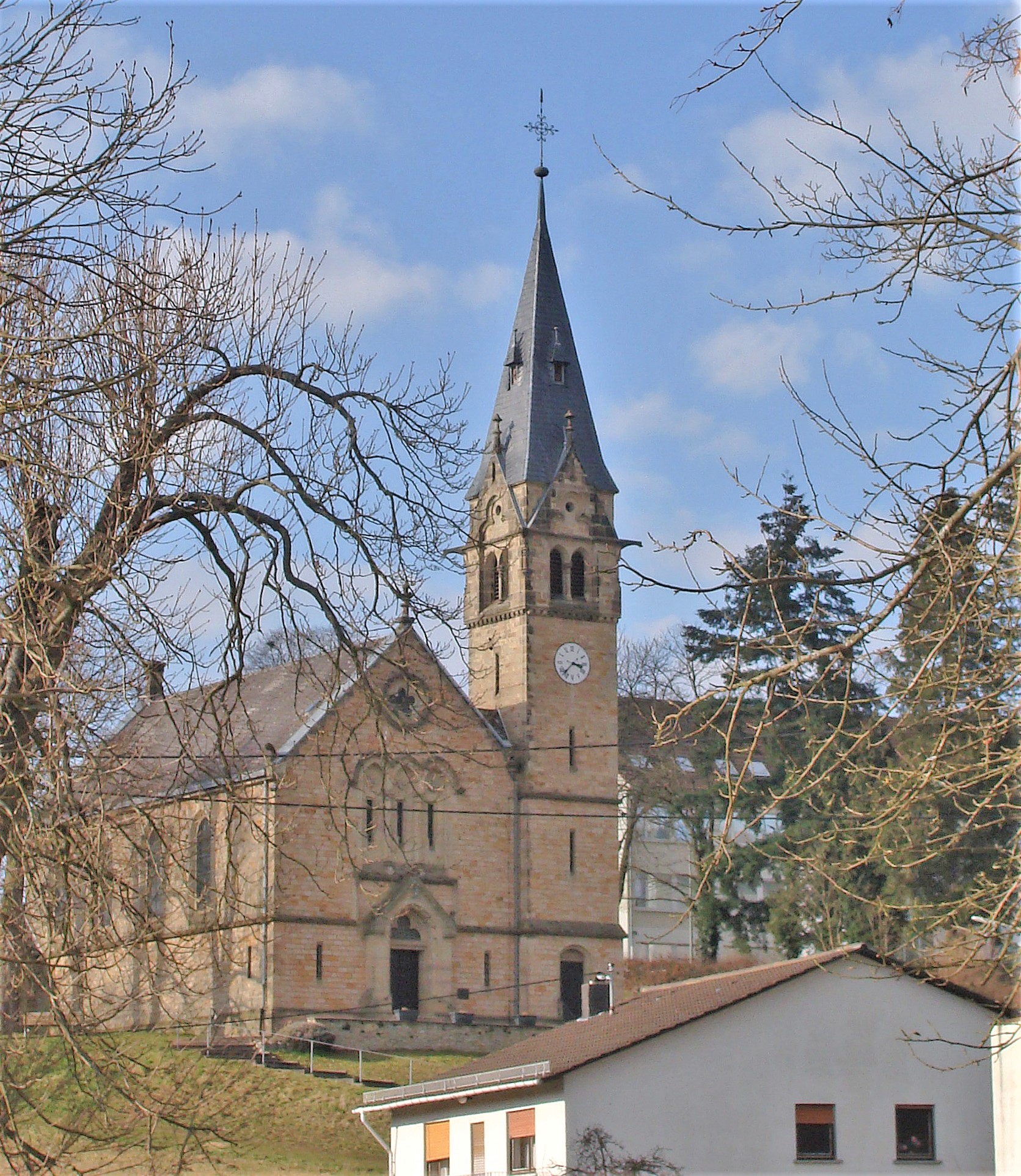
Église de Karlsbrunn, Ortsteil de Großrosseln

- Château (pavillon de chasse) du XVIIIe
- Église
- Jardin Forestier
- Parc à gibier (avec près de 100 animaux): Wildpark
- Ancien cimetière
- Fontaine
- Étangs
- Point de vue sur la carrière Barrois (France) et chemins de randonnée dans un massif forestier de 34 hectares

## Galerie

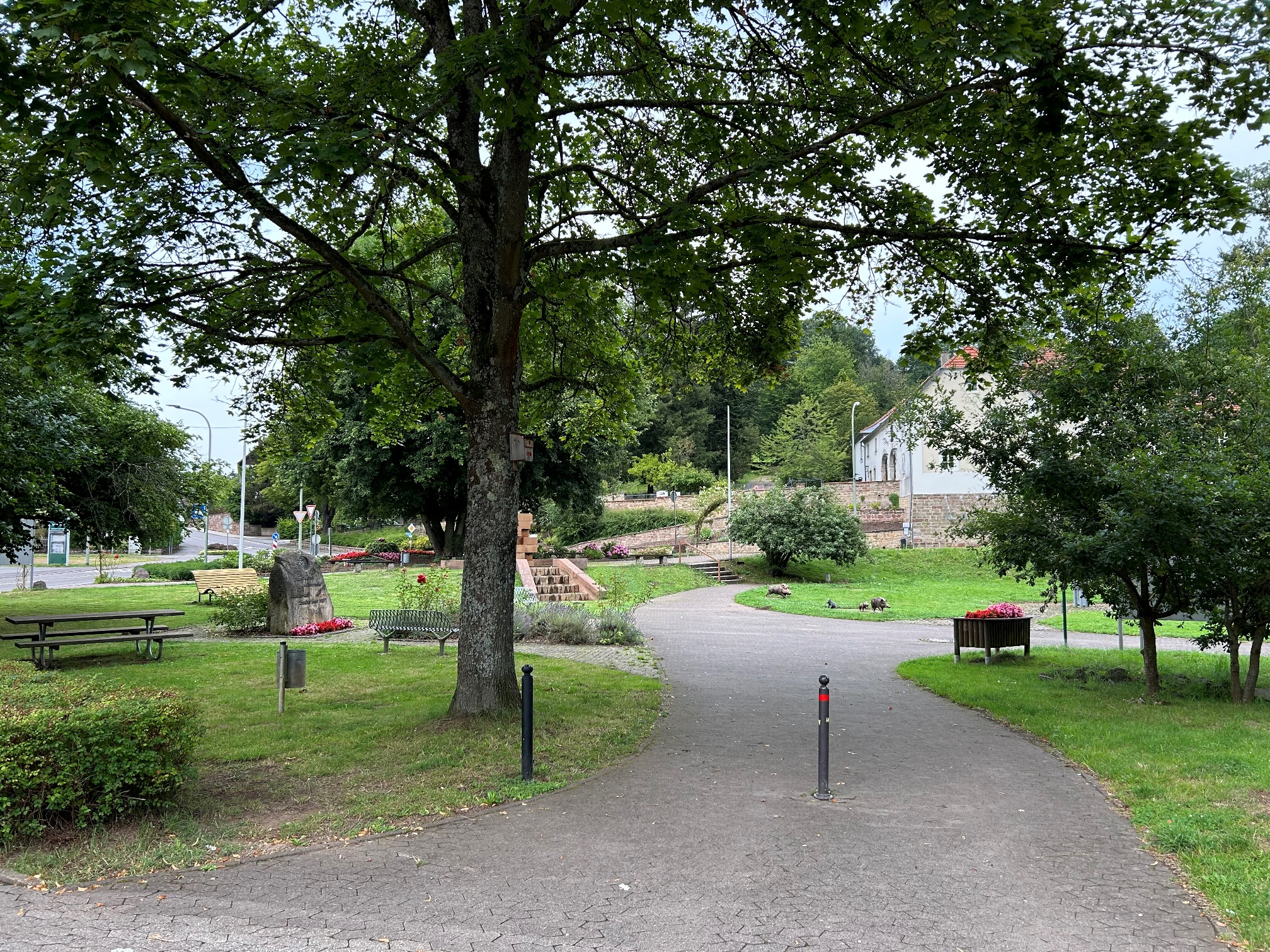
Centre Karlsbrunn.
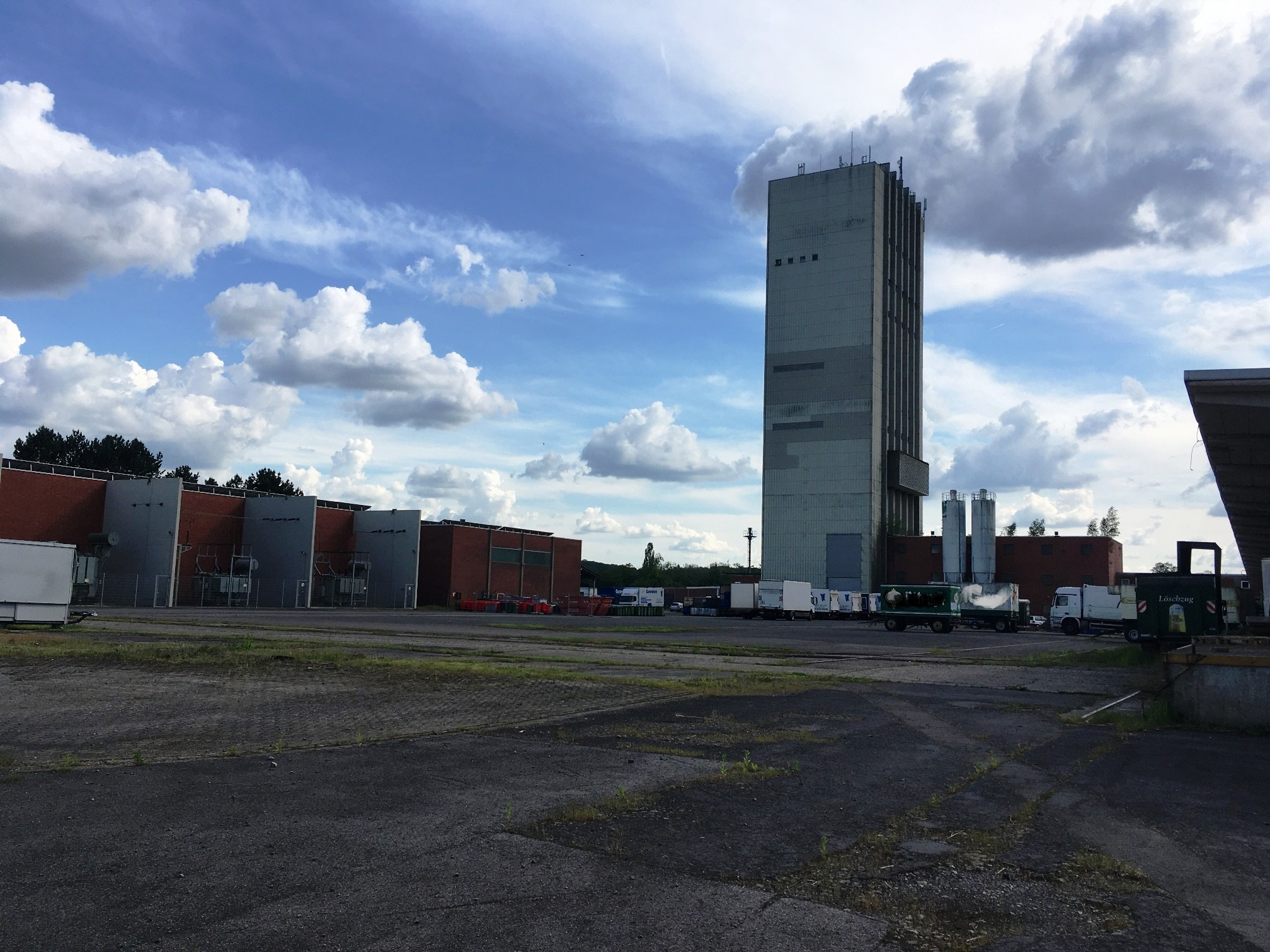
Ancienne mine Karlsbrunn.
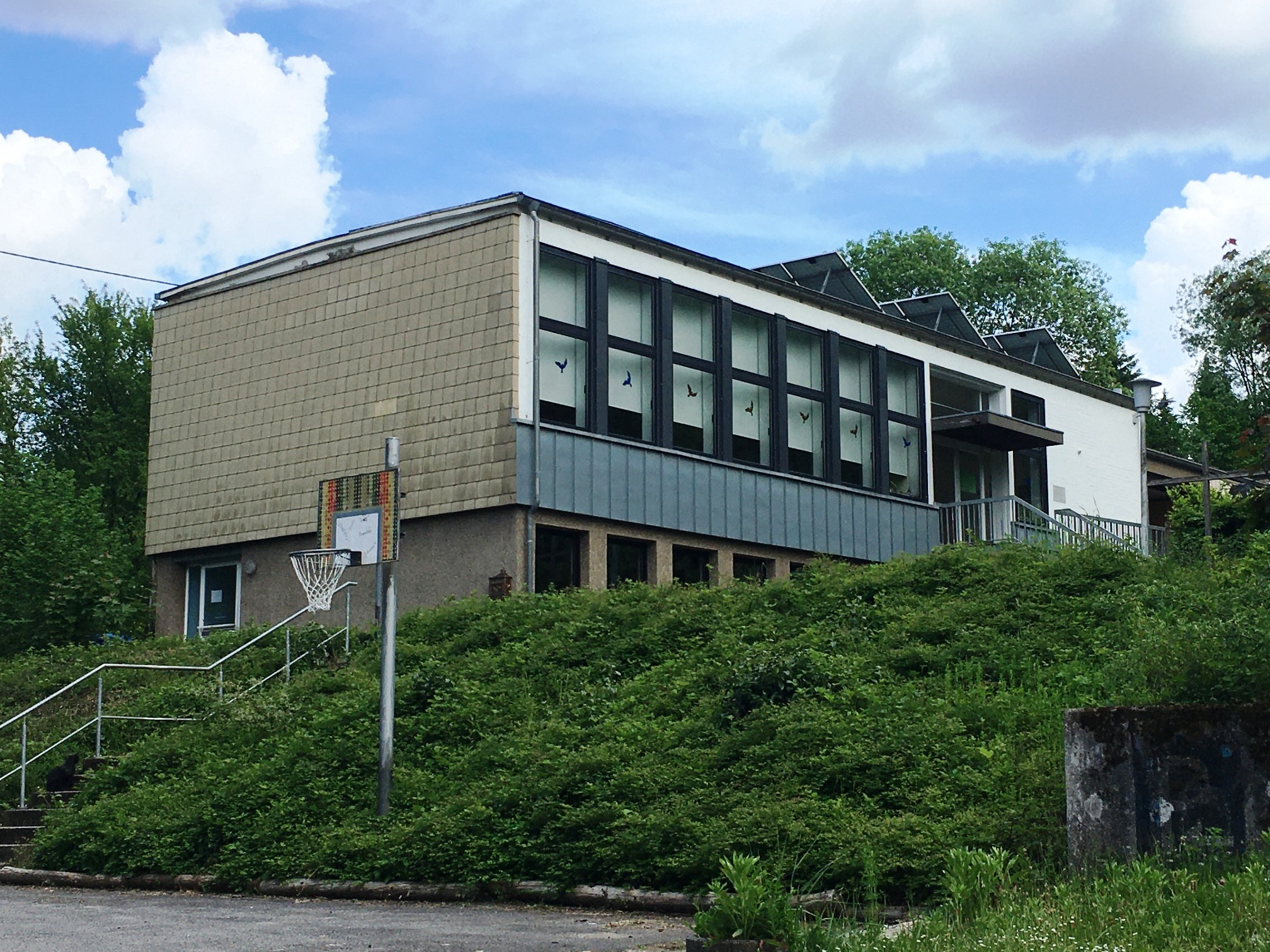
Centre de commune protestant Karlsbrunn.
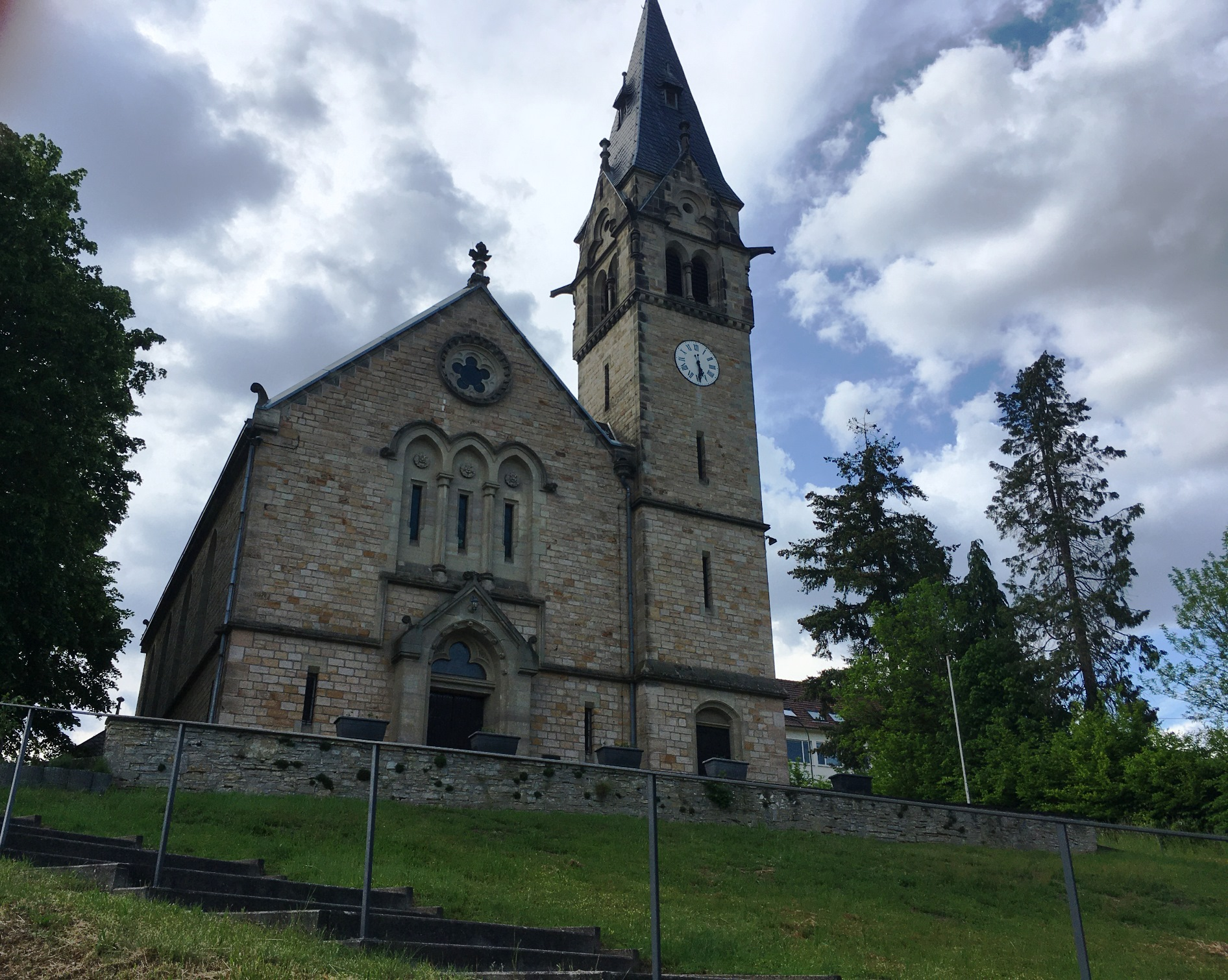
Eglise protestante Karlsbrunn.
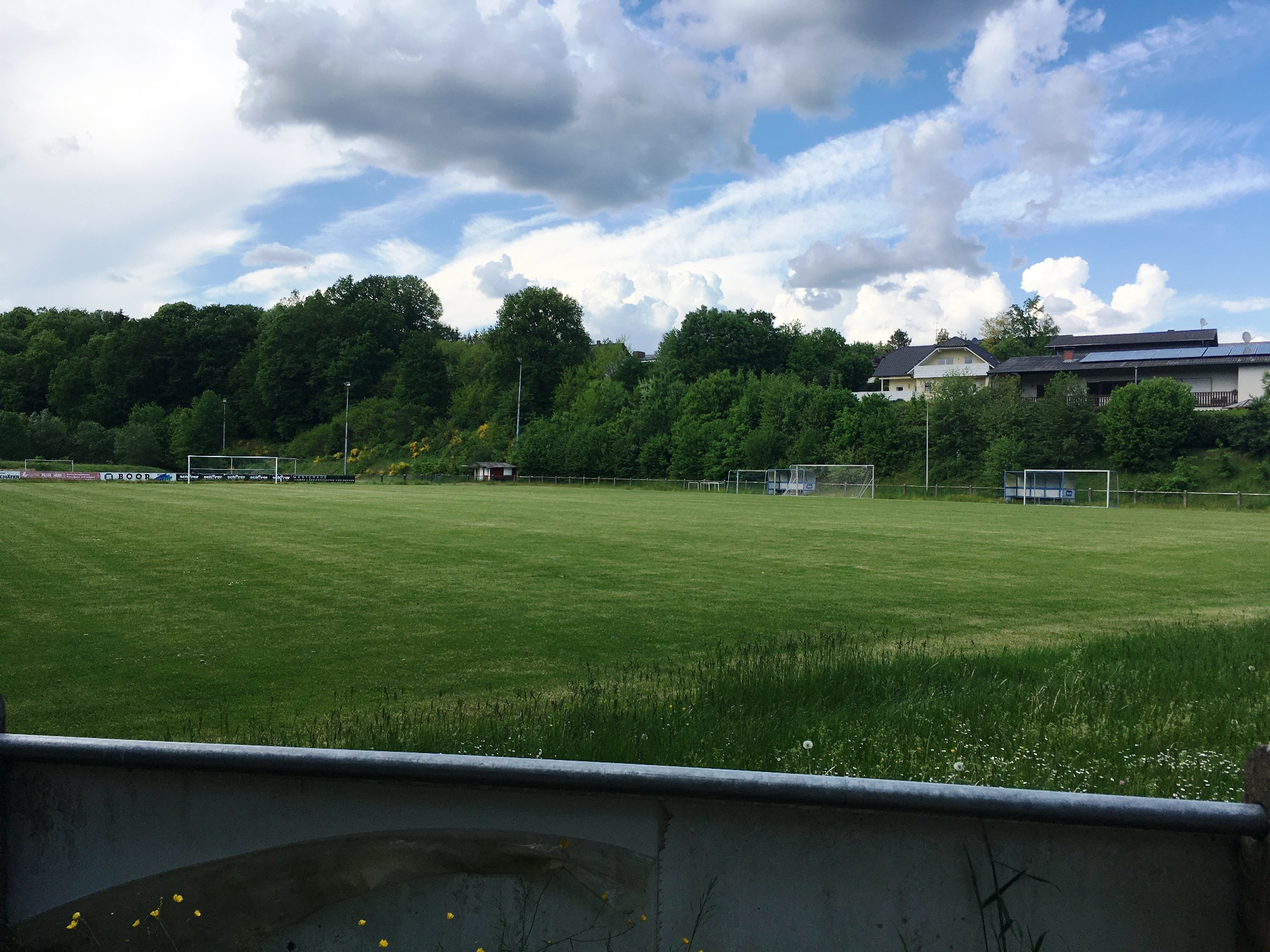
Terrain de sport Karlsbrunn.
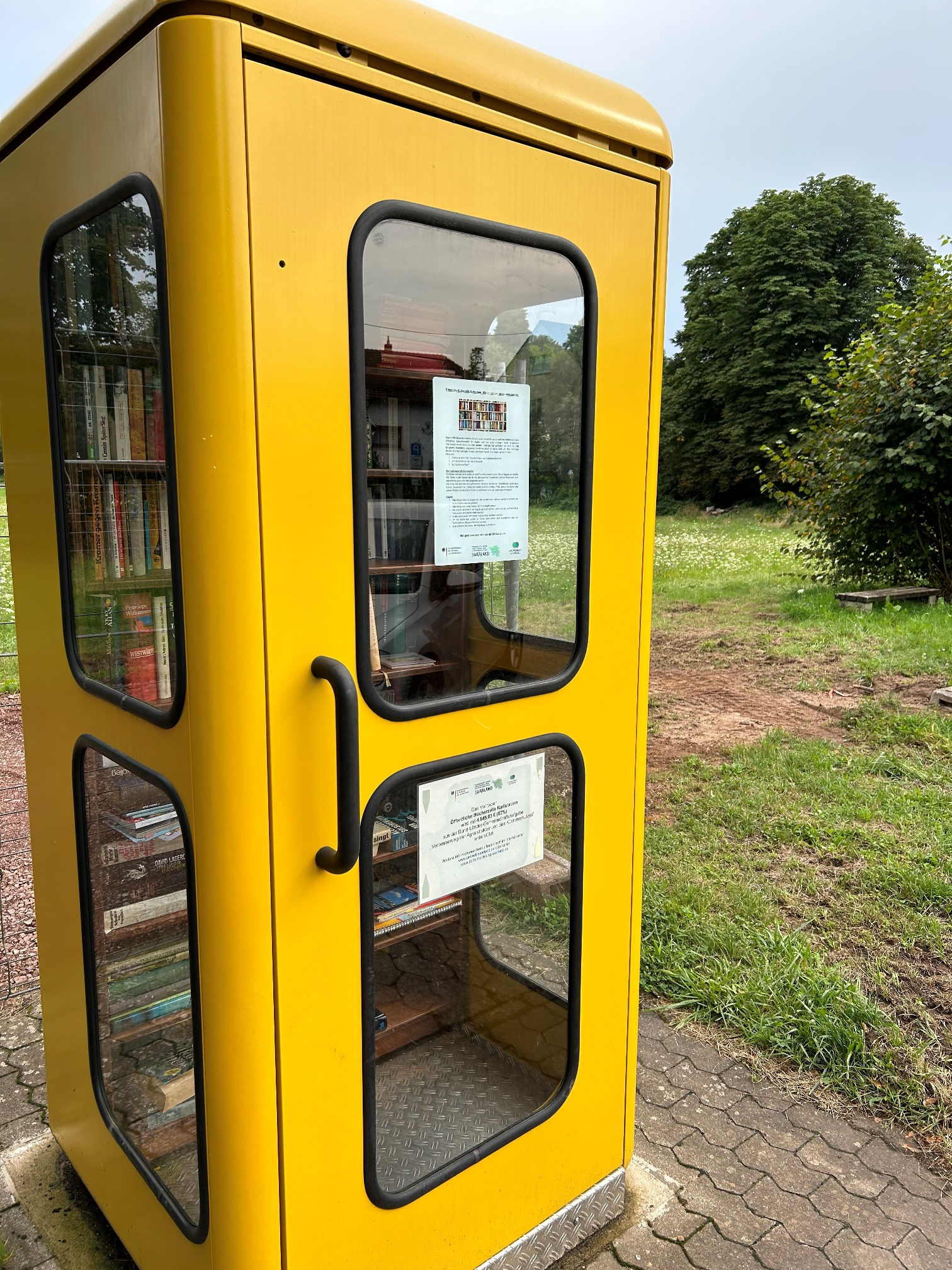
Cabine de livre Karlsbrunn.